# Leevi Mutru
Leevi Mutru (* 16. Mai 1995 in Asikkala) ist ein finnischer Nordischer Kombinierer.

## Werdegang
Leevi Mutru startet für den Lahti SC. Er begann seine internationale Karriere im Januar 2013 im Rahmen der Junioren-Skiweltmeisterschaften 2013 im tschechischen Liberec, wo er im Einzel den 27. Platz und im Teamwettbewerb mit der finnischen Mannschaft (mit Arttu Aalander, Ville Heikkinen und Ilkka Herola) den fünften Platz erreichte.
Am 9. und 10. Februar 2013 debütierte Mutru in Eisenerz im Continental Cup, wo er die Plätze 43 und 36 belegte. Seitdem startet er regelmäßig im Continental Cup, wobei seine beste Platzierung bisher zwei achte Plätze waren.
Am 29. und 30. November 2014 startete Mutru schließlich in Ruka zum ersten Mal im Weltcup der Nordischen Kombination und erreichte dort die Plätze 51 und 17. Nach vielen weiteren Weltcupstarts erreichte er im Januar 2017 in Lahti mit einem zehnten Platz erstmals ein Top-10-Resultat. Sein bestes Resultat im Weltcup bisher war ein vierter Platz zusammen mit Arttu Mäkiaho, Eero Hirvonen und Ilkka Herola beim Teamwettbewerb von Lillehammer am 2. Dezember 2016.
Mit seiner Teilnahme an den Nordischen Skiweltmeisterschaften 2015 in Falun startete Mutru im Februar 2015 erstmals bei Weltmeisterschaften. In den beiden Einzelwettbewerben erreichte er die Plätze 32 und 35; im Teamwettbewerb belegte er zusammen mit Eetu Vaehaesoeyrinki, Ilkka Herola und Jim Haertull Platz neun.
Bei den Nordischen Skiweltmeisterschaften 2017 in Lahti belegte Mutru in den beiden Einzelwettbewerben die Plätze 31 und 23 und erreichte im Teamwettbewerb zusammen mit Eero Hirvonen, Ilkka Herola und Hannu Manninen den fünften Platz.
Bei den Olympischen Winterspielen in Pyeongchang belegte Mutru im Gundersen-Wettkampf von der Großschanze den 31. Platz sowie mit dem Team den sechsten Rang. Für den zweiten Einzelwettbewerb wurde er nicht nominiert.
Mutru wohnt derzeit in Lahti.

## Statistik

### Teilnahmen an Weltmeisterschaften
| Jahr und Ort | Wettbewerb   | Wettbewerb   | Wettbewerb | Wettbewerb |
| Jahr und Ort | Gundersen NS | Gundersen GS | Teamsprint | Team       |
| ------------ | ------------ | ------------ | ---------- | ---------- |
| 2015 Falun   | 32.          | 35.          | –          | 09.        |
| 2017 Lathi   | 31.          | 23.          | –          | 05.        |
| 2019 Seefeld | 10.          | 21.          | –          | 05.        |

### Weltcup-Platzierungen
| Saison  | Platz | Punkte |
| ------- | ----- | ------ |
| 2014/15 | 68.   | 001    |
| 2016/17 | 36.   | 106    |
| 2017/18 | 47.   | 028    |
| 2018/19 | 38.   | 080    |
| 2019/20 | 44.   | 011    |
| 2020/21 | 53.   | 003    |

### Grand-Prix-Platzierungen
| Saison | Platz | Punkte |
| ------ | ----- | ------ |
| 2018   | 41.   | 018    |
| 2019   | 60.   | 010    |
| 2021   | 19.   | 066    |